# São João de Ver
São João de Ver es una freguesia portuguesa del concelho de Santa Maria da Feira, con 16,31 km² de superficie y 8.816 habitantes (2001). Su densidad de población es de 540,5 hab/km².